# 주베이시

주베이 시의 위치

주베이시(중국어: 竹北市, 병음: Zhúběi Shì, 한국어:죽북시)는 중화민국 신주 현의 현할시이다. 넓이는 46.8341km2이고, 인구는 2015년 8월 기준으로 169,095명이다. 신주 현 정부의 소재지이다.

## 지리
터우첸시/두전계(頭前渓)의 북쪽으로 펼쳐진 주베이 시는 동서 약 13.5km, 남북 약 12.5km의 삼각형 모양이다. 리터우 산/이두산(犁頭山)이 동남쪽에 있고 펑비웨이 산/봉비미산(鳳鼻尾山)이 서북쪽에 있는 것 이외에는 신주 평원에 속하는 평탄한 지역이며 가운데를 터우첸시 및 펑산시/봉산계(鳳山渓)가 동서로 흘러 타이완 해협으로 흘러 들어가고 있다. 평균 기온은 25℃에서 30℃ 사이이며 온난 습윤기후로 분류된다. 연 강수량은 1500 ~ 1800mm이며 계절풍의 영향을 강하게 받는 기후이다.

## 역사
주베이 시는 예전에는 황포에 속하는 죽참포(竹塹埔)의 일부인 원주민의 수렵지였다. 1737년(청 건륭 2년), 진강에서 입식자가 들어와 무륜모모(霧崙毛毛), 이후에는 육장리(六張犁)로 불렸다. 1749년(건륭 14년), 신죽 구사의 죽참사가 신사로 이전해 마린조・북세자・마원・번자파・홍모전・두자포 등의 지역이 개발되었다. 또 해안 지대는 1725년(옹정 3년)에 이상이라는 인물에 의해 후호・전구조・차로두 등이 개발되었다. 1731년(옹정 9년), 영춘의 곽혁영이 산각·하산각·산변을 동안의 범선성이 죽위자 등을 잇달아 개발해, 일본 통치 시대인 1901년에는 19개 취락이 존재하기에 이르렀다.
1920년 11월 1일, 신주에 주가 설치되어 주베이 시 지역은 규미나토 장/구항장(旧港庄)과 롯카 장/육가장(六家庄)으로 고쳐져 신치쿠 군의 관할이 되었다. 1941년 10월 1일, 공업도시로서 신주 시를 개발할 필요에서 터우첸시를 경계로 하는 행정구 재편을 했고 동시에 지쿠호쿠 장/죽북장(竹北庄)으로 개칭되었다. 지쿠호쿠 장은 이 지방의 중심지가 되었고 장사무소도 규미나토 장에서 현재의 시청의 위치로 이전해 25보를 관할하기에 이르렀다.
제2차 세계대전 후인 1946년 1월 26일, 지쿠호쿠 장은 신주 현 관할하의 주베이 향으로 24촌을 관할하게 되었다. 1953년 4월 1일, 주강 촌/구항촌(旧港村)이 신주 시에 편입됨과 동시에 촌 정리를 해 23촌을 관할하게 되었다. 1982년 7월 1일, 옛 신주 현이 관할하고 있던 신주 시 및 샹산 향이 합병해 성할시인 신주 시가 되었고 현 정부가 주베이 시 더우룬 리로 이전했다. 1988년 10월 31일, 현할시인 주베이 시로 승격해 현재에 이르고 있다.

## 교통
- 타이완 고속철도 신주역
- 타이완 철로관리국 종관선
- 국도 1호선